# Sokol
Phong trào Sokol (tiếng Séc: [ˈsokol], falcon) là một tổ chức thể dục dụng cụ dành cho mọi lứa tuổi được thành lập lần đầu tiên tại Praha ở vùng Áo-Hungary của Séc vào năm 1862 bởi Miroslav Tyrš và Jindřich Fügner. Nó dựa trên nguyên tắc "một tâm trí lành mạnh trong một cơ thể khỏe mạnh". Sokol, thông qua các bài giảng, thảo luận và đi chơi theo nhóm đã cung cấp những gì Tyrš xem là đào tạo về thể chất, đạo đức và trí tuệ cho quốc gia. Khóa đào tạo này mở rộng cho nam giới ở mọi lứa tuổi và tầng lớp, và cuối cùng là phụ nữ.
Phong trào này cũng lan rộng trên tất cả các khu vực do các nền văn hóa Slav cư trú, hầu hết là một phần của Áo-Hung hoặc Đế quốc Nga: Slovakia ngày nay, Vùng đất của người Slovenia, Croatia, Serbia (SK Soko), Bulgaria, Ba Lan (Sokół), Ukraina, Belarus. Ở nhiều quốc gia này, tổ chức này cũng đóng vai trò là tiền thân của các phong trào Hướng đạo. Mặc dù chính thức là một tổ chức "chính trị trên", nhưng Sokol đóng một vai trò quan trọng trong sự phát triển của chủ nghĩa dân tộc và chủ nghĩa yêu nước Séc, trong đó có biểu hiện trong các bài báo được đăng trên tạp chí Sokol, các bài giảng được tổ chức tại các thư viện của Sokol và các buổi biểu diễn tại các lễ hội thể dục thể thao gọi là slets.